# Скандербег (хребет)
Скандербе́г (алб. Vargmalet e Skënderbeut Горные хребты Скандербега) — горный хребет в северной Албании. 
Хребет простирается между горной восточной и пониженной западной частями Албании, с северо-запада на юго-восток, западнее реки Мати. 
Высочайшая вершина — Ликени (алб. Maja e Liqenit) высотой 1 722 метра над уровнем моря, расположенная на границе округов Круя и Мати. К юго-востоку от горы Ликени расположен перевал Штамба высотой 1 218 метров над уровнем моря, через который проходит шоссе Круя — Буррели. Хребет прорезает река Мати. Скандербег разделяет бассейны рек Мати и Ишми. На хребте берут исток реки Тирана, Теркуза, Люми-и-Зезе и Дроя. 
Назван в честь Скандербега из княжеского рода Кастриоти, который возглавил в 1443 году борьбу с турками-османами. Западнее параллельно тянется хребет Круя-Дайти, на склоне которого, на высоте 600 метров над уровнем моря расположена столица Скандербега — Круя. 
Хребты Круя-Дайти и Скандербег замыкаются на юго-востоке нагорьем Черменика.